# Матієнко Валентина Іванівна
Валенти́на Іва́нівна Матіє́нко (нар. 24 жовтня 1963, с. Шумилів) — українська художниця. Член Національної спілки художників України (2023)..

## Біографія
Народилася 24 жовтня 1963 року в с. Шумилів Бершадського (нині Гайсинського) району Вінницької області. Закінчила Вінницьке педагогічне училище, спеціальність — «виховання в дошкільних закладах» (1983), Криворізький державний інститут післядипломної освіти керівників та спеціалістів металургійного комплексу, спеціальність — бухоблік, аудит (2002), заняття в майстернях вінницьких художників Федора Панчука та Олександра Пелешка (2015—2022), художня онлайн-школа Світлани Румак, напрацювання власного авторського стилю (2021).

Живе у Вінниці.

## Творчість
Працює в галузі станкового живопису.

Основні роботи акрилом на полотні: «Мавка» (2021), «Мовчання Дорі» (2022), «Все суще — вічне» (2022), «Мальви для Катерини» (2023), «Колискова» (2023), «Крик омара» (2023).

Створює книжки-розмальовки для дорослих, ілюструє збірки вінницьких письменників, зокрема, Валентини Сторожук, власну книгу «Правда одного роду», проводить волонтерські заняття з малювання як арт-терапію в групах людей, що переселились з тимчасово окупованих територій.

Бере участь у колективних виставках з 2010-х років, має кілька персональних — у 2014, 2018, 2021, 2023 роках.